# Seeburg (Bassa Sassonia)
Seeburg è un comune di 1.580 abitanti della Bassa Sassonia, in Germania.
Appartiene al circondario (Landkreis) di Gottinga (targa GÖ) ed è parte della comunità amministrativa (Samtgemeinde) di Radolfshausen.
Comprende la frazione di Bernshausen.